# Kompania łączności 7 Dywizji Piechoty
Kompania łączności 7 Dywizji Piechoty – pododdział łączności Wojska Polskiego.

## Historia kompanii
Na podstawie rozkazu Ministerstwa Spraw Wojskowych Szefostwo Łączności L. 680/tjn.32/Org. z 7 października 1932 została sformowana z dniem 20 października 1932 kompania telegraficzna 7 Dywizji Piechoty.
Na stanowisko dowódcy kompanii wyznaczony został kapitan Józef I Wilk, a na stanowiska młodszych oficerów kompanii podporucznicy Antoni Ostańkowicz i Józef Żabówka. Dowódca kompanii był odpowiedzialny za jej organizację pod kierownictwem szefa łączności dywizji piechoty.
Oficerowie, podoficerowie i szeregowcy służby czynnej rocznika 1910 byli przydzieleni z baonów telegraficznych i istniejących już kompanii telegraficznych, natomiast rekruci rocznika 1911 zostali powołani bezpośrednio do kompanii w dniach 29-31 października 1932. Kompania otrzymała osiem koni wierzchowych (remontów), osiem koni taborowych, osiem kompletnych rzędów wierzchowych i dwie pary uprzęży taborowych.
Kompania stacjonowała w Częstochowie i była organiczną jednostką łączności 7 Dywizji Piechoty.
Kompania miała prowadzić szkolenie według obowiązującej „Instrukcji wyszkolenia wojsk łączności” sygn. MSWojsk. Szefostwo Łączności L. dz. 900/tjn. Wyszk. 30.
Kompania miała dwa plutony, lecz nie posiadała radia. Pluton radio był mobilizowany w pułku radio w Warszawie i po zakończeniu mobilizacji przydzielony do dywizji. Dywizja nie posiadała wówczas organu zaopatrzenia i naprawy sprzętu łączności, czyli organu służby łączności.
W 1935 w składzie kompanii utworzono pluton radiowy.
Na podstawie rozkazu Dowództwa Łączności MS Wojsk. L. 3000/tjn. I.Org. z 11 października 1937 kompania telegraficzna 7 DP została przeorganizowana i przemianowana na kompanię łączności 7 DP.
Organizacja pokojowa kompanii łączności:
- dowódca kompanii (kapitan),
- drużyna dowódcy kompanii[b],
- I pluton telefoniczny,
- II pluton telefoniczny,
- III pluton radio,
- gołębnik polowy[17][9].

Etat przewidywał 4 oficerów, 14-18 podoficerów (zależnie od typu kompanii), 130-133 szeregowców, 14 koni wierzchowych, 18-20 koni pociągowych, 2 samochody ciężarowe, 2 motocykle, 8 rowerów i 60 gołębi pocztowych.
Organizacja pokojowa była dostosowana do zadań mobilizacyjnych i okazała się dobrą.
1 września 1938 uprawnienia dowódcze względem kompanii otrzymał szef łączności dywizji. Dowódcami (szefami) łączności dywizji byli: kpt. łącz. Franciszek Maksymilian Jaeschke (1 III 1929 – IX 1930), mjr łącz. Stanisław II Kochański (IX 1930 – 1939) i kpt. łącz. Michał Banasiak (IX 1939).
Do zadań kompanii należało szkolenie rezerw podoficerów i szeregowców jedynie na potrzeby własne. Poborowi byli wcielani bezpośrednio do kompanii. Etaty były tak skalkulowane, że dla zaspokojenia zapotrzebowań wojennych musiano powołać pod broń osiem roczników rezerwistów. Kandydaci na podoficerów służby czynnej z kompanii szkolili się w szkołach podoficerskich batalionów telegraficznych i pułku radio.
Wiosną 1939 kompania została podporządkowana pod względem wyszkolenia fachowego dowódcy 1 Grupy Łączności. Ze względu na szybki wybuch wojny dowództwo grupy nie odegrało powierzonej mu roli.
Zgodnie z uzupełnionym planem mobilizacyjnym „W” kompania łączności 7 DP była jednostką mobilizującą. Pod względem mobilizacji materiałowej była przydzielona do 27 pułku piechoty.
Dowódca kompanii był odpowiedzialny za przygotowanie całości mobilizacji jednostek wpisanych na tabelę mob. z wyjątkiem mobilizacji materiałowej, za którą był współodpowiedzialny razem z dowódcą 27 pułku piechoty. 
Dowódca kompanii był ponadto odpowiedzialny za przeprowadzenie mobilizacji:
- kompanii telefonicznej 7 DP,
- plutonu łączności Kwatery Głównej 7 DP,
- plutonu radio 7 DP,
- drużyny parkowej łączności 7 DP,
- 2-go gołębnika polowego samodzielnej drużyny gołębi pocztowych nr 7[d].

Wszystkie jednostki były mobilizowane w Częstochowie, w alarmie, w grupie jednostek oznaczonych kolorem niebieskim. 
Po zakończeniu czynności mobilizacyjnych kompania przekazywała: nadwyżki personelu i materiału koleją do Ośrodka Zapasowego Telegraficznego „Kraków”, natomiast nadwyżki koni i środków przewozowych do 27 pp.
Jednostki zmobilizowane przynależały pod względem ewidencyjnym do OZ Telegraficznego „Kraków” z wyjątkiem plutonu radio 7 DP, który przynależał do Ośrodka Zapasowego Radio w Warszawie.
23 sierpnia 1939 została zarządzona mobilizacja jednostek „niebieskich” na terenie Okręgu Korpusu Nr IV. Początek mobilizacji został wyznaczony na godz. 6.00 następnego dnia.
Jednostki łączności 7 DP były formowane według organizacji wojennej L.3124/mob.org., ukompletowane zgodnie z zestawieniem specjalności L.3124/mob.AR oraz uzbrojone i wyposażone zgodnie z wojennymi należnościami materiałowymi L.3124/mob./mat.
Pluton łączności Kwatery Głównej 7 DP przeznaczony był do obsługi dowództwa dywizji, kompania telefoniczna przeznaczona do budowy i obsługi polowej sieci telefonicznej (z kabla polowego), a drużyna parkowa łączności odpowiadała za zaopatrzenie, naprawę i ewakuację sprzętu łączności.
Pluton radio 7 DP był formowany według organizacji wojennej L.3121/mob.org., ukompletowany zgodnie z zestawieniem specjalności L.3121/mob.AR oraz uzbrojony i wyposażony zgodnie z wojennymi należnościami materiałowymi L.3121/mob./mat.
Samodzielna drużyna gołębi pocztowych nr 7 była formowana według organizacji wojennej L.3681/mob.org., ukompletowana zgodnie z zestawieniem specjalności L.3681/mob.AR oraz uzbrojona i wyposażona zgodnie z wojennymi należnościami materiałowymi L.3681/mob./mat.
W czasie kampanii wrześniowej jednostki łączności z plutonem radio walczyły w składzie macierzystej dywizji, natomiast samodzielna drużyna gołębi pocztowych nr 7 została przeznaczona dla Armii „Kraków”.

## Kadra kompanii
Dowódcy kompanii
- kpt. łącz. Józef I Wilk (od XII 1932)
- kpt. łącz. Kazimierz Larys (do IX 1939)

Obsada personalna kompanii łączności 7 DP w marcu 1939
- dowódca kompanii – kpt. łącz. Kazimierz Larys
- dowódca plutonu – por. łącz. Kazimierz Konrad Paszczuk
- dowódca plutonu – por. łącz. Michał Zygmunt Janicki

Obsada personalna jednostek łączności 7 DP i plutonu radio we wrześniu 1939
- dowódca kompanii telefonicznej 7 DP – kpt. łącz. Kazimierz Larys
- zastępca dowódcy kompanii – por. łącz. Józef Wesołowski
- dowódca plutonu – ppor. łącz. rez. Eugeniusz Jasiński
- dowódca plutonu – ppor. łącz. rez. Ostałowicz
- dowódca plutonu – ppor. łącz. rez. Kliszko
- dowódca plutonu – ppor. łącz. rez. Władysław Gut
- dowódca plutonu łączności KG 7 DP – por. łącz. Kazimierz Konrad Paszczuk
- dowódca plutonu radio 7 DP – por. łącz. Andrzej Baranowski
- dowódca drużyny parkowej łączności 7 DP – NN